# Les Cercles du pouvoir
Les Cercles du pouvoir est un album de bande dessinée dans la série Valérian, écrite par Pierre Christin et dessinée par Jean-Claude Mézières.

## Résumé
Valérian et Laureline sont sur la planète Rubanis et doivent faire réparer leur vaisseau qui est dans un piteux état. Pour gagner l'argent nécessaire aux réparations, ils vont devoir enquêter pour la police sur les dirigeants de Rubanis.

## Autour de l'album
De nombreux personnages récurrents dans la série font leur apparition ou sont développés :
- Le colonel Tloq, chef de la police de Rubanis (déjà présent dans Les Spectres d'Inverloch).
- Na Zultra reine du commerce de Rubanis.
- S'Traks patron des gangs de Rubanis.

Ces trois personnages forment le Triumvirat de Rubanis.

## Inspiration
Les cercles du pouvoir sont une référence-hommage au roman cyberpunk "SNOWCRASH" de Neal Stephenson, paru en 1992, et mettant en scène un héros luttant contre un virus informatique infestant le cerveau jusqu'à rendre idiot : le virus de scunindar. 